# Eupithecia infausta
Eupithecia infausta es una especie de polilla de la familia Geometridae. La especie fue descrita por primera vez por Louis Beethoven Prout habiendo sido descrita en 1922, con distribución en Sudáfrica. El holotipo de la especie fue descrita en los alrededores de Pretoria. Se ha descrito en Johannesburgo y en la reserva forestal de Woodbush en la provincia de Limpopo.

## Descripción
Es una polilla pequeña, con una envergadura de 20 milímetros (0,8 plg). Tiene gran parecido aunque algo más pequeño y con alas más estrechas que Eupithecia infelix. La línea postmedia del ala anterior se ve agudamente angulada, con una mancha celular puntiforme, rodeada por un anillo irregular de escamas blanquecinas.